# Fairhaven (Washington)
Fairhaven (oder das Fairhaven Village) wurde in den späten 1880er Jahren gegründet, doch gut zwei Jahrzehnte später zu einem Teil der Stadt Bellingham im US-Bundesstaat Washington.

## Beschreibung
Das Gebiet von Fairhaven liegt im Süden von Bellingham, und grenzt an die Bellingham Bay im Westen und die Western Washington University im Nordosten.
Seit 1989 ist Bellingham die südlichste Station des Alaska Marine Highway System, einem System von Fähren des Bundesstaates Alaska. Das Bellingham Cruise Terminal ist auch der Ausgangspunkt für den sommerlichen Personenfährbetrieb zu den San Juan Islands und nach Victoria in Kanada, welcher von den Victoria/San Juan Cruises betrieben wird. Nahebei liegt die Fairhaven Station, ein kleiner Verkehrsknoten, der sowohl als Bellinghams Bahnhof für die Cascades-Verbindung der Amtrak als auch als Greyhound Bus-Betriebshof fungiert. Es gibt Anschlüsse an die örtlichen Taxis und den Nahverkehr. Die Whatcom Transportation Authority hat erst kürzlich einen fünfzehnminütigen Bustakt auf der Plum Line eingeführt. In Fairhavens Historical District wird im Sommer an jedem Wochenende im Pickford Outdoor Cinema Freiluftkino angeboten.

### Historical district
Im Zentrum des Gebietes von Fairhaven befindet sich das Fairhaven Historical District, welches sich durch einen saisonalen Bauernmarkt wie auch durch eine Anzahl Restaurants und Geschäfte auszeichnet. Alle Neubauten in diesem Gebiet müssen äußerlich mit dem traditionellen Stil des 19. Jahrhunderts harmonieren, wie er im Bellingham Municipal Code, Design Review District, section 20.26 definiert ist.

## Geschichte

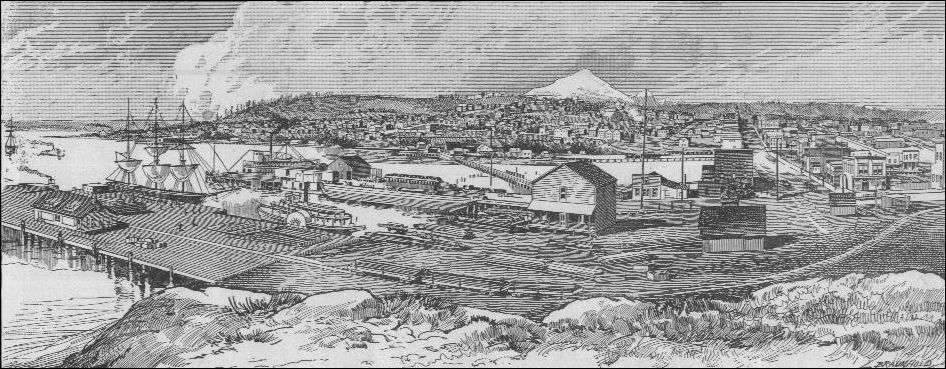
Fairhaven 1890

Daniel J. Harris, im Gebiet seit 1854 ansässig, kaufte Land entlang der Küste und gründete 1883 Fairhaven. Etwa 1889 verkaufte er all seinen Besitz an Bauunternehmer wie Nelson Bennett und Charles Xavier Larrabee, die Fairhaven zu einer Stadt von der Größe Seattles oder Tacomas ausbauen wollten.
Fairhaven konkurrierte mit vielen weiteren Küstenstädten in Washington um die Position als Endpunkt der Great Northern Railroad, doch ging der Zuschlag schließlich an Seattle. In dieser Zeit des Wettbewerbs von den späten 1870er bis zur Mitte der 1880er Jahre nahm Fairhaven seinen kultigen Stil des 19. Jahrhunderts an und gewann ästhetische Anziehungskraft im Hinblick auf Architektur und Design. Selbst nachdem entscheiden war, dass Seattle der Endpunkt der Great Northern Railway würde, wuchsen Bevölkerung und ästhetisch gesinnte Bauten bis in die späten 1890er Jahre. Fairhaven wurde offiziell am 13. Mai 1890 als Gebietskörperschaft anerkannt. am 27. Oktober 1903 stimmten die Bürger Fairhavens und zweier benachbarter Städte an der Bwellingham Bay, Whatcom City und Sehome, für den Zusammenschluss zu einer Stadt namens Bellingham. Am 28. Dezember 1903 wurde die neue Stadt Bellingham offiziell gegründet.